# YouMeCon
Die Youth Media Convention (kurz YouMeCon) ist die Weiterentwicklung der seit 2002 stattfindenden Jugendmedientage. Die Convention ist ein viertägiger Kongress für Nachwuchsjournalisten und Medienmachende zwischen 16 und 27 Jahren und findet gleichermaßen wie das vorangegangene Projekt jährlich unter einem anderen Motto und in einer anderen Stadt statt. Die wichtigste Veränderung, die das neue Konzept für die Zukunft vorsieht, ist insbesondere der Plattformcharakter, der über die Veranstaltungstage hinaus eine Möglichkeit bieten soll, weiterhin gemeinsam zu lernen, zu wirken und sich auszutauschen. Dabei orientiert sich die Konzeption des Events explizit an der Vision der Inklusion (insbesondere im Bezug auf den Abbau real bestehender Barrieren) und der partizipativen Hands-on-Mentalität: Gemeinsam mit den Zielgruppen wird eine Struktur aufgebaut, innerhalb derer junge Medienbegeisterte sich diskursiv und experimentell mit den Fragen der medialen Zukunft und journalistischer Wertvorstellungen, des technischen Fortschrittes der smarten neuen Welt, des aktiven Engagements sowie professioneller Umsetzbarkeit auseinandersetzen können.
Die YouMeCon ist einer der bundesweit größten Kongresse dieser Art. In Workshops, Erzählcafés, Open Stages, Panels und Kreativwerkstätten sowie bei Besuchen von Zeitungs- und Online-Redaktionen oder Hörfunk- und Fernsehstudios lernen die Teilnehmenden die verschiedenen Aus- und Fortbildungsmöglichkeiten sowie die Berufsbilder in der Medienbranche kennen und gestalten unter professioneller Anleitung eigene Beiträge. Die YouMeCon ist ein Projekt der Jugendpresse Deutschland und wird gefördert durch die Bundeszentrale für politische Bildung und das Bundesministerium für Familie, Senioren, Frauen und Jugend. Zu den zahlreichen Unterstützern gehören u. a. das Presse- und Informationsamt der Bundesregierung, die Bundeszentrale für politische Bildung, Medienanstalt Berlin Brandenburg, die Europäische Kommission (Vertretung in Deutschland), Amadeu Antonio Stiftung, Jugend Demokratiefonds Berlin, FUNK, ZDF u. v. m.

## Bisherige Veranstaltungen

### 2002: Selbstbestimmt statt Fremdbespaßt
Im Jahr 2002 fanden die Jugendmedientage vom 31. Mai bis 2. Juni in Schwerin statt, unterstützt von der Bundeszentrale für politische Bildung. Unter dem Motto „Selbstbestimmt statt Fremdbespaßt“ fanden sich 450 Jugendliche zusammen. Als Referenten waren unter anderem Cordula Meyer, Thomas Wiegold und Vegard Thise anwesend.

### 2003: Medien in der Krise – hier geht’s raus!
Im Jahr 2003 fanden die Jugendmedientage vom 20. bis 22. Juni in Köln statt. 500 junge Medienmacher untersuchten die Medienkrise unter dem Motto „Medien in der Krise – hier geht’s raus!“. Referenten waren unter anderem Reinhard Hesse, Fritz Schramma, Peter Zudeick und Paul-Josef Raue.

### 2004: Wissen ist Macht
Die Jugendmedientage 2004 fanden vom 22. bis 24. Oktober in München statt. Unter dem Motto „Wissen ist Macht“ trafen sich über 650 junge Medienmacher um über Ausbildung und Wissensgesellschaft zu diskutieren. Der Kongress wurde in Kooperation mit der Bundeszentrale für politische Bildung und der clash Verlagsgesellschaft veranstaltet. Hauptsponsoren waren Gruner+Jahr und die Allianz Versicherung. Referenten waren unter anderem Bernd Gäbler, Bascha Mika, Heribert Prantl, Erwin Huber und Christian Ude.

### 2005: Medien. Europa. Zukunft
Die Jugendmedientage 2005 fanden vom 30. September bis 3. Oktober in Hamburg statt. Unter dem Motto Medien. Europa. Zukunft. trafen sich 600 junge Medienmacher und Gäste aus 13 europäischen Ländern.
Die Referenten waren unter anderem Ingrid Kolb (Henri-Nannen-Schule), Christoph Fasel, Michael Ebert und Hans-Martin Tillack. 14 Redaktionen, darunter Der Spiegel, stern.de, Focus, Neon und N-JOY, gaben Einblicke in ihre Arbeit.
Die Verleihung des Jugendpresse Fotopreises begleitete das Themenjahr Europa der Jugendpresse, veranstaltet wurde sie in Kooperation mit der Europäischen Kommission und dem Kinder- und Jugendfilmzentrum in Deutschland.

### 2006: Jugend und Politik – [k]ein Auslaufmodell?!

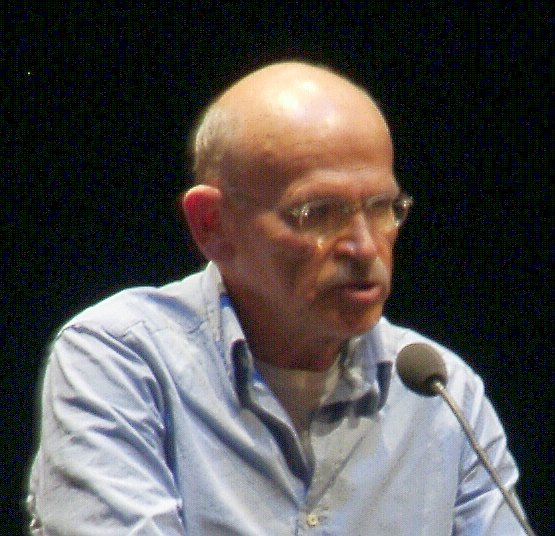
Günter Wallraff, Referent bei den Jugendmedientagen 2006

Im Jahr 2006 fanden die Jugendmedientage im Deutschen Bundestag in der Hauptstadt Berlin statt. Zu dem Thema Jugend und Politik – [k]ein Auslaufmodell?! diskutierten 600 Jugendliche vier Tage lang mit Referenten aus Medien, Politik, Kultur und Gesellschaft, begleiteten die Arbeit der Bundestagsabgeordneten, bildeten sich in zahlreichen Workshops weiter und knüpften Kontakte. Im Mittelpunkt standen die Hauptstadtmedien und die Berichterstattung aus dem Bundestag. In den verschiedenen Hauptstadtstudios wurden die Teilnehmer in die Materie eingeführt und konnten unter Anleitung von Profijournalisten eigene Artikel und Beiträge erstellen. Als Referenten und Podiumsteilnehmer nahmen unter anderen der Investigativjournalist Günter Wallraff, Tomte-Sänger Thees Uhlmann, SPD-Fraktionschef Peter Struck, der Leiter der Henri-Nannen-Schule Christoph Fasel, der Leiter des Parlamentsbüros der taz Jens König und CDU-Politiker Laurenz Meyer teil.

### 2007: Web 2.0 = Medien 2.0?
Im Jahr 2007 fanden die Jugendmedientage in Leipzig statt. Vom 27. bis zum 30. September trafen sich hier rund 500 Teilnehmer, um über das Thema Web 2.0 = Medien 2.0? zu diskutieren.
In Workshops wie Wahrheit 2.0, Zukunft 2.0 und Handmade 2.0 wurde diskutiert, welche Möglichkeiten das Web 2.0 für die traditionellen Massenmedien bietet und ob der Journalismus an Qualität einbüßt, wenn plötzlich jeder zum Berichterstatter wird. Zu den Referenten gehörten Christian Amend von Zeit Leben und Steffen Klusmann von der Financial Times Deutschland sowie Christian Clawien von Mr. Wong und Christian Stöcker von Spiegel Online.

### 2008: Bilder bewegen – Televisionen in Eigenregie
Die Jugendmedientage 2008 fanden vom 30. Oktober bis 2. November unter dem Motto Bilder bewegen – Televisionen in Eigenregie im ZDF-Sendezentrum in Mainz statt. In rund 35 Workshops konnten sich die rund 500 Jugendlichen weiterbilden.

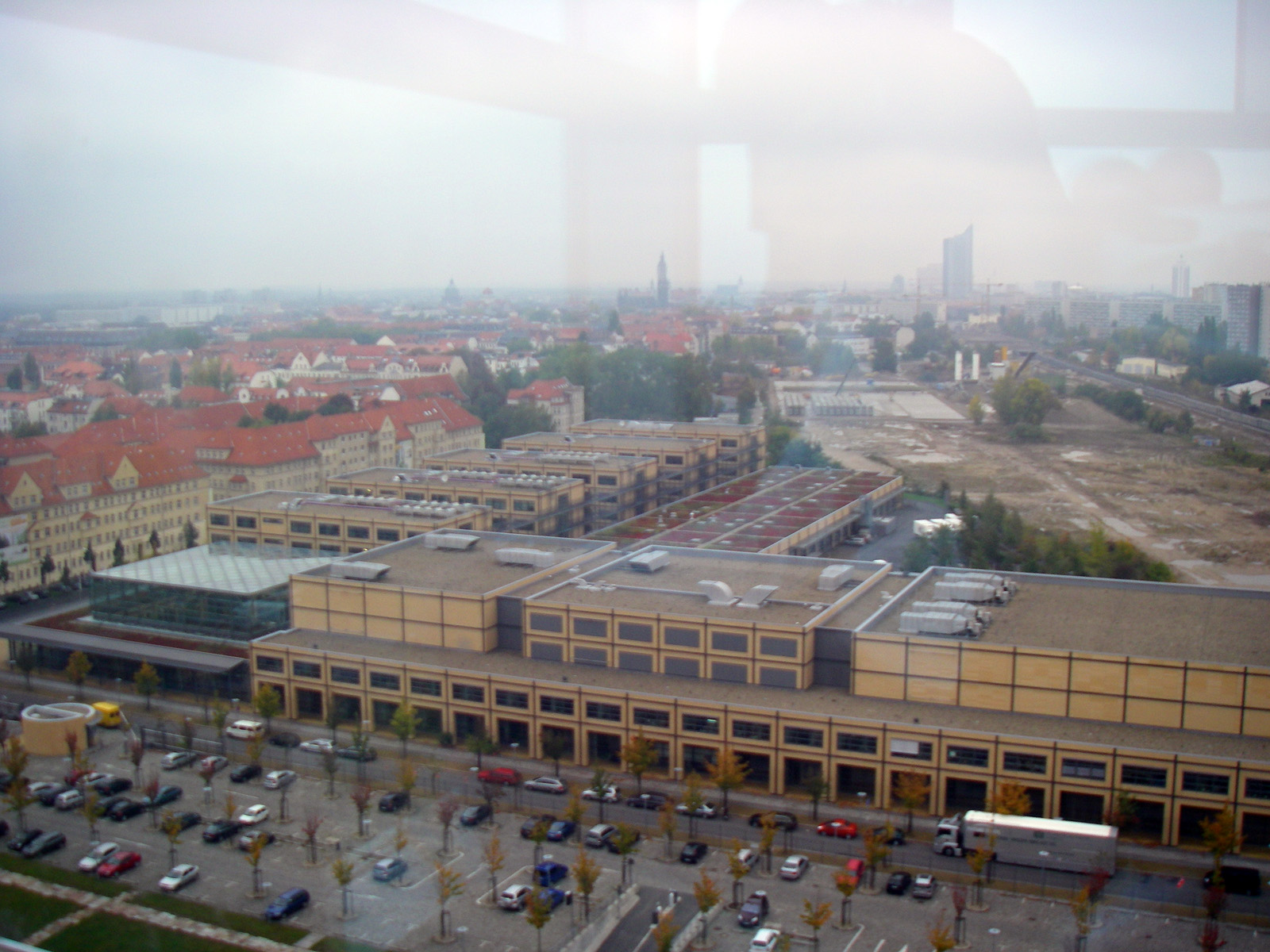
Die Media City Leipzig – Ort der Jugendmedientage 2007

### 2009: Ethik in den Medien
Der Kongress fand vom 11. bis 14. Juni auf der Expo-Plaza Hannover statt. Er widmete sich dem inhaltlich weit gefächerten Thema „Ethik in den Medien“. Rund 500 Teilnehmer besuchten die Veranstaltung.
Von 23. bis 25. Oktober 2009 fanden die Jugendmedientage 2009 der Jugendpresse Baden-Württemberg in Mannheim statt.

### 2010: Mehr als 140 Zeichen – Medien und Ökonomie
Die Jugendmedientage 2010 in München fanden vom 14. bis 17. Oktober statt. Sie standen unter dem Motto Mehr als 140 Zeichen – Medien und Ökonomie, was sich auf die maximal 140 Zeichen einer Twitter-Textnachricht bezieht. Thema war unter anderem die Internationalisierung von Medienunternehmen und sich verändernde Märkte. Gekommen sind rund 500 Teilnehmer. Mitveranstalter war die Junge Presse Bayern.

### 2011: In Echtzeit
Die Jugendpresse Deutschland und die Jugendpresse Baden-Württemberg veranstalteten in Stuttgart vom 3. bis 6. November 2011 die Jugendmedientage, an denen 500 Jugendliche zwischen 16 und 25 Jahren teilnahmen.

### 2012: Festival der Medien
2012 fanden die Jugendmedientagen vom 9. bis 11. November in Hamburg statt. Über 2000 junge Medienmacher kamen unter dem Motto „Festival der Medien“ zusammen. Zu den Referenten gehörten Ulrich Wickert, Pauline Tillmann, der Leiter der Henri-Nannen-Schule Andreas Wolfers, Mathias Müller von Blumencron und Florian Harms.

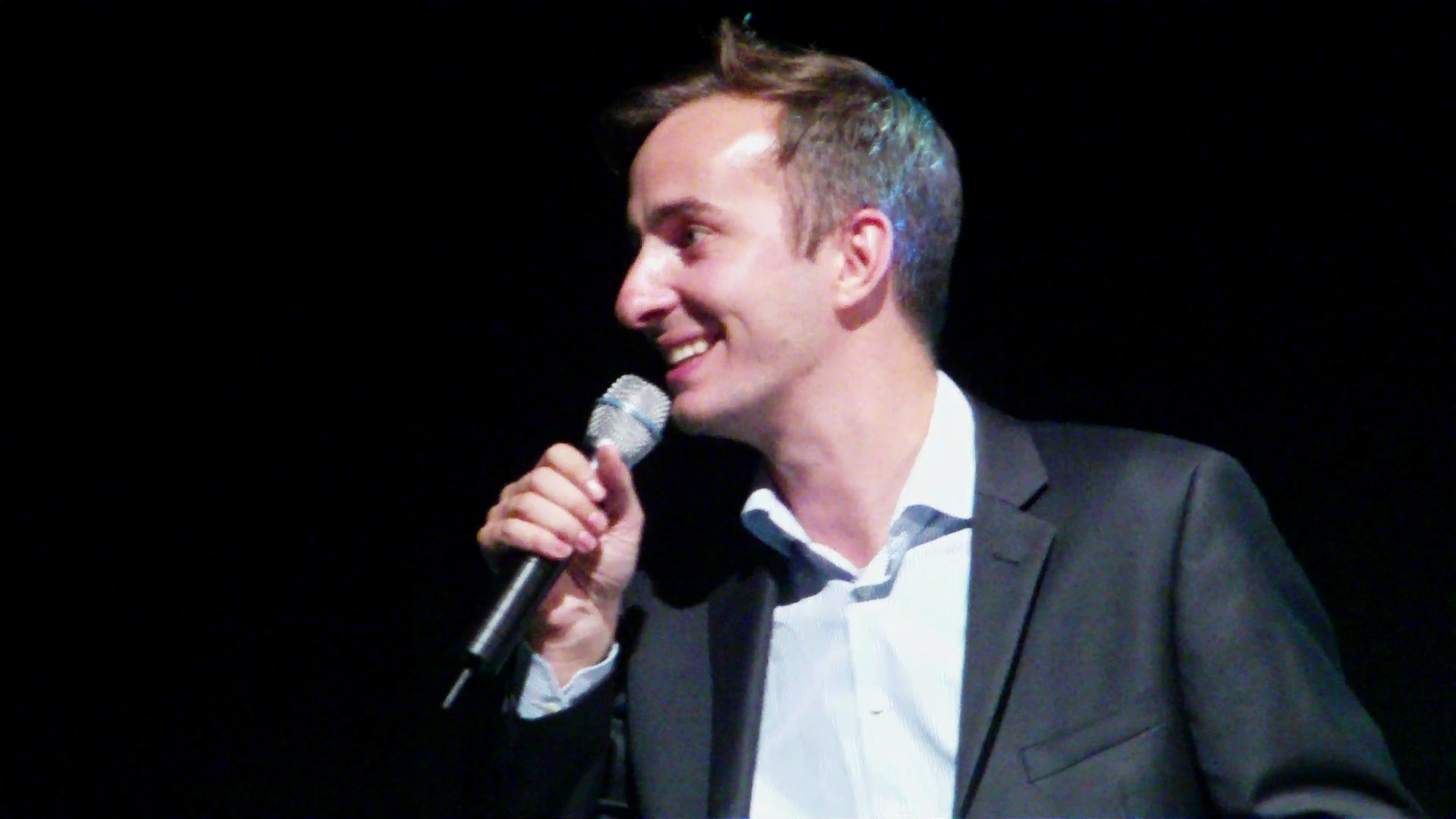
Jan Boehmermann, Referent bei den Jugendmedientagen 2011

### 2013: Mehr als Worte
Die Jugendmedientage kamen 2013 unter dem Motto „Mehr als Worte“ nach Berlin. Vom 24. bis zum 27. Oktober waren rund 1500 Jugendliche in der Hauptstadt. Den Hauptveranstaltungsort bildete das Berliner ewerk in Mitte.

### 2014: ZwischenWelten
Vom 6. bis 9. November 2014 fanden die Jugendmedientage unter dem Titel „ZwischenWelten“ in Frankfurt am Main statt. Veranstaltungsorte waren das Gesellschaftshaus im Palmengarten Frankfurt, die Jugendkulturkirche St. Peter und der Campus Westend der Goethe-Universität Frankfurt am Main.

### 2015: machtWorte: Freiheit//Vielfalt//Verantwortung
Rund 400 junge Medienmachende nahmen vom 5. bis 8. November 2015 an den Jugendmedientagen in Bonn teil. Sie standen unter dem Motto „machtWorte: Freiheit//Vielfalt//Verantwortung“ und gingen der Frage nach, welche Rolle die Medien im gesellschaftlichen und politischen Wandel einnehmen. Veranstaltungsorte waren das Bonner Brückenforum, das Haus der Geschichte, die Deutsche Welle und die Beethovenhalle. Sie wurden u. a. von der Deutschen Presse-Agentur (dpa) unterstützt.

### 2016: Medien- oder Märchenland?
Vom 27. bis 30. Oktober 2016 trafen 400 Jugendliche zwischen 16 und 27 Jahren in Dresden zusammen, um gemeinsam Medienarbeit zu betreiben. Unter dem Motto „Medien- oder Märchenland?“ gingen sie in der Messe Dresden der Frage nach wie frei, vielfältig und objektiv unsere Medien berichten und wie wir als Konsumenten und Produzenten mit der Vielzahl von im Netz veröffentlichten Informationen umgehen.

### 2017: Behind the Scenes
Vom 2. bis 5. November kamen etwa 400 junge Medienmachende in München zusammen, um über die bewusste Inszenierung in und die Glaubwürdigkeit von Medien zu diskutieren.

### 2018: Bewegt(e) Grenzen – Raise your voice
Von 4. bis 7. Oktober trafen sich ungefähr 300 junge Medienmachende in Bremen, um herauszufinden, was es bedeutet, mediale und moralische Grenzen zu bewegen und zu diskutieren, wie Medienvielfalt und Unabhängigkeit von Medien im In- und Ausland aussehen.

### 2019
Vom 1. November bis 3. November 2019 fanden die Jugendmedientage in der Kalkscheune in Berlin statt.

### 2020
Im Jahr 2020 fand die Neukonzeption der Veranstaltung statt. Gemeinsam mit der Community wurde der neue Name entwickelt, die Struktur modifiziert und die Schwerpunkte neu gesetzt. Die Youth Media Convention richtet sich von nun an bereits an die junge Medienmachende ab dem 14. Lebensjahr und hat sich somit als Aufgabe gesetzt, ein umfassendes Angebot zu erstellen, das einerseits qualitative Inhalte je nach Interessen und Kenntnisstand anbietet und anderseits immer wieder Räume der Begegnung schafft.

### 2021: Beyond Media – Medien und Aktivismus neu denken
Die YouMeCon 2021 fand im November in Berlin statt. Unter dem Motto Beyond Media  soll den Fragen nachgegangen werden, wie viel Aktivismus die neuen und etablierten Medien vertragen können, inwieweit die Phänomene wie Slacktivism den Medienaktivismus prägen und ob eine engagierte Medienarbeit sich mit den Grundsätzen wie Neutralität und Unparteilichkeit verträgt bzw. vertragen muss. Die Convention wird hybrid durchgeführt. Die On-Site-Austragung findet in der SOS Kinderdorf Botschaft sowie der Kulturfabrik Moabit statt.